# Schwennigke
Die Schwennigke (auch Schwenke) ist ein linksseitiger natürlicher Zufluss der Schnauder. Sie entspringt im Gleinaer Grund bei Gleina und verläuft ab Tröglitz auf einer Strecke von etwa 25 km durch die Elsteraue parallel zur Weißen Elster, bevor sie bei Audigast in die Schnauder mündet. Diese wiederum mündet wenige hundert Meter darauf in die Weiße Elster.

## Name
Der Name leitet sich vom slawischen Swinica (dt. „Schweinebach“) ab.

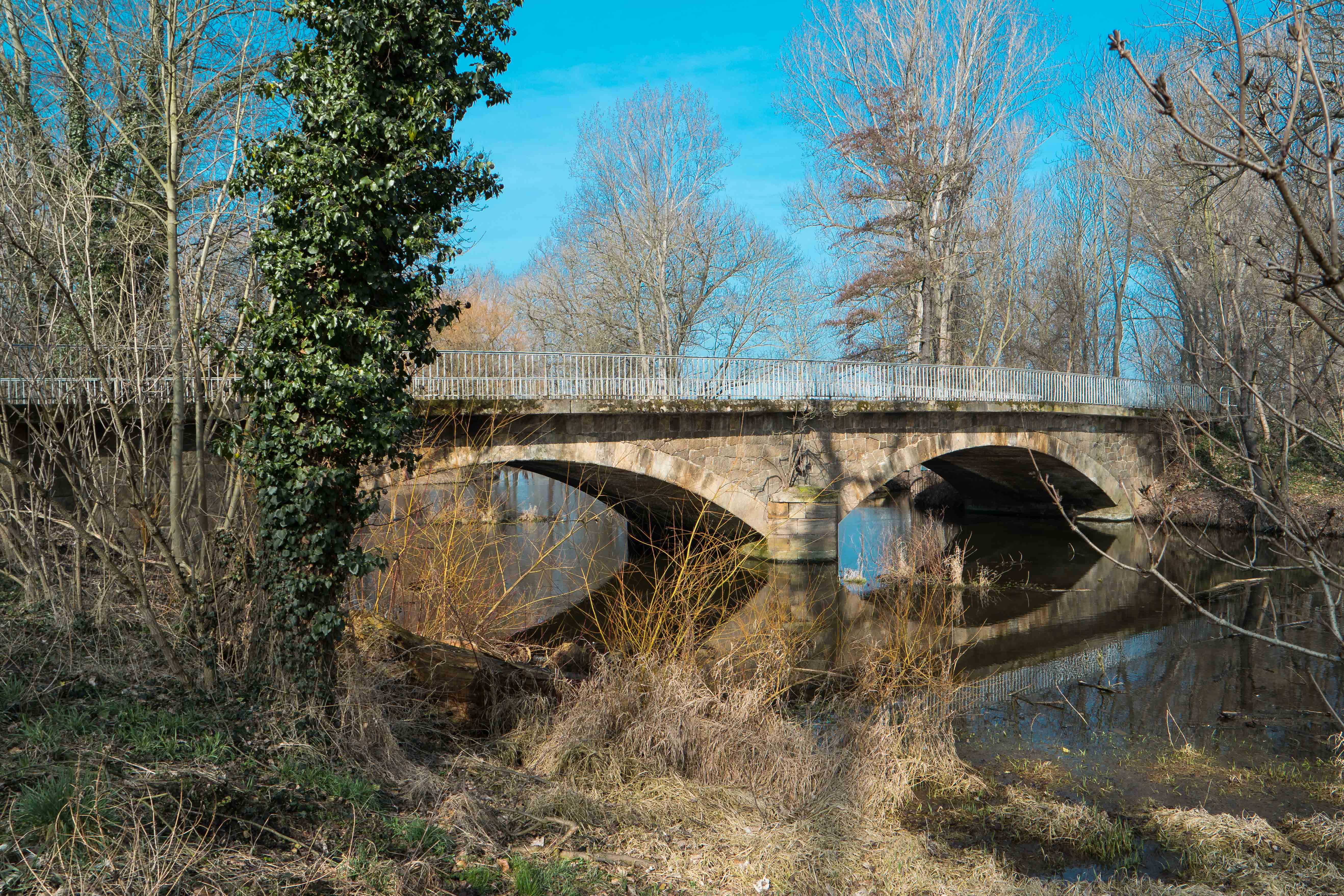
Marienbrücke neben der Wiprechtsburg Groitzsch

## Historische Nutzung
Ab 1888 wurde das Wasser der Schwennigke den umliegenden Gemeinden über eine eigens dafür konstruierte Leitung als Trinkwasser zur Verfügung gestellt. In der Folge des Braunkohlebergbaus sank ab 1908 der Grundwasserspiegel der Region zunehmend ab, folglich führte die Schwennigke jedes Jahr weniger Wasser. Um die Versorgung zu stabilisieren, wurde ab 1932 ein Wasserwerk in Betrieb genommen, welches aus sieben Quell- und Sammelschächten Wasser in einem Hochbehälter auffing. Dieses System wurde im Jahre 2000 von der MIDEWA Zeitz eingestellt, Anlagen und Hochbehälter wurden abgerissen. Dem folgend wurde dem Quellgebiet der Status Schutzwasserzone aberkannt.

## Nachweise
1. 1 2 3  Der Gleinaer Grund, wo die Schwennigke entspringt… In: Blickpunkt. Februar 2012, S. 18 f. (Online [PDF; 4,1 MB]).
2. ↑  Messung mittels OSM-Daten